# Vysoké Popovice
Vysoké Popovice är en ort i Tjeckien.   Den ligger i regionen Södra Mähren, i den sydöstra delen av landet, 170 km sydost om huvudstaden Prag. Vysoké Popovice ligger 463 meter över havet och antalet invånare är 602.
Terrängen runt Vysoké Popovice är platt åt nordväst, men åt sydost är den kuperad. Runt Vysoké Popovice är det tätbefolkat, med 411 invånare per kvadratkilometer. Närmaste större samhälle är Zbýšov, 5,6 km sydost om Vysoké Popovice. I omgivningarna runt Vysoké Popovice växer i huvudsak blandskog.